# Dnopolje
Dnopolje is een plaats in de gemeente Donji Lapac in de Kroatische provincie Lika-Senj. De plaats telt 158 inwoners (2001).